# Brikettfabrik Louise

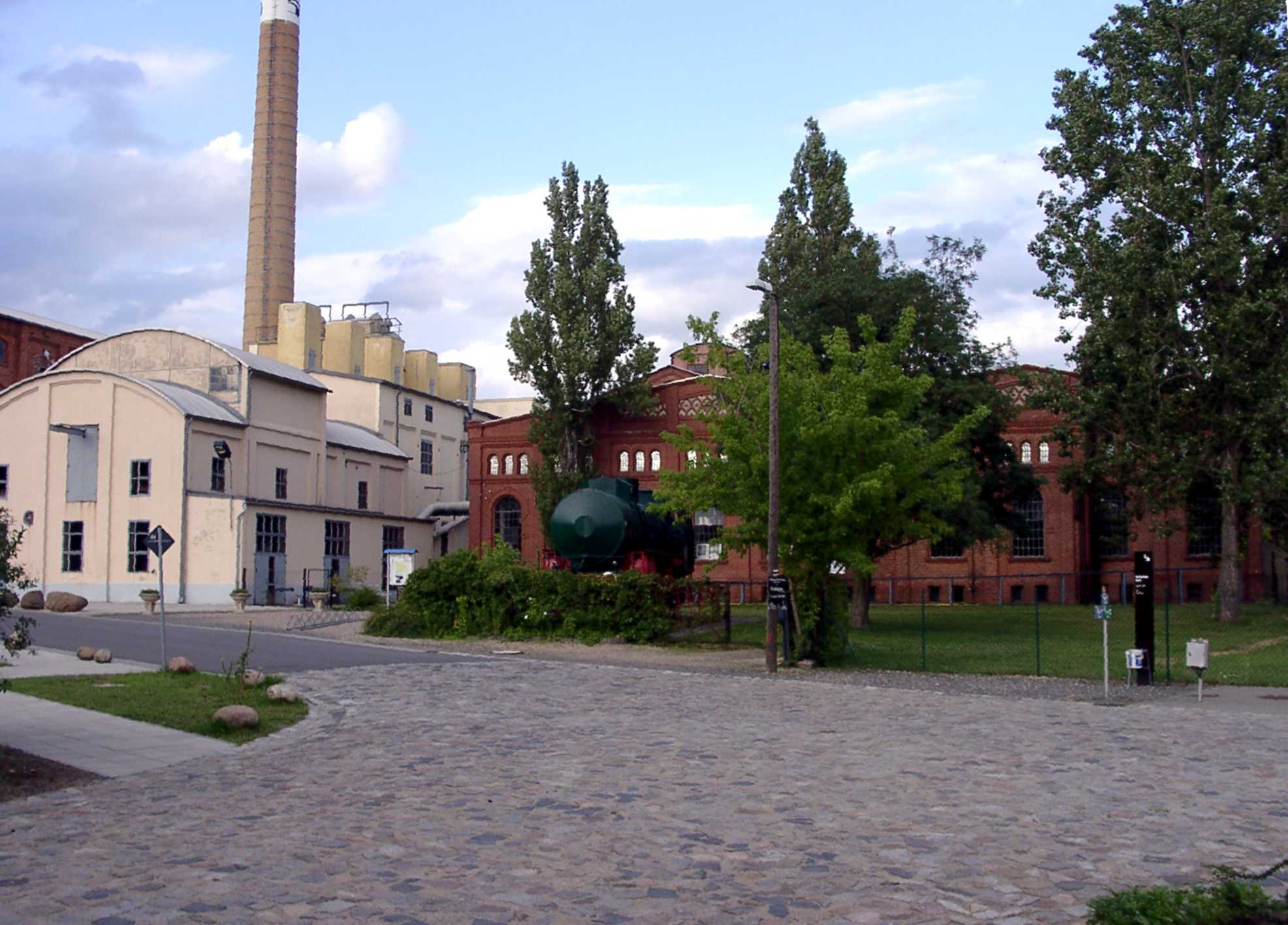
Brikettfabrik Louise

Die Brikettfabrik Louise in Domsdorf, einem Ortsteil der südbrandenburgischen Stadt Uebigau-Wahrenbrück im Landkreis Elbe-Elster, ist die älteste Brikettfabrik Europas und ein Technisches Denkmal.

## Geschichte
Im September 1882 erfolgte die Inbetriebnahme der Brikettfabrik Louise, in der im Jahre 1883 bereits über 150.000 hl. Rohbraunkohle zu Briketts verarbeitet werden. Zunächst waren nur zwei Pressen zur Brikettierung aufgestellt. Auf Grund des ständig steigenden Bedarfs an Briketts wurden umfangreiche Erweiterungen durchgeführt. Damit konnten dann sieben Pressen zur Brikettproduktion genutzt werden. Zu den ursprünglich vorhandenen sechs Tellertrocknern wurden zwei Röhrentrockner notwendig. Die erste Lichtmaschine zur Stromerzeugung wurde 1896 in Betrieb genommen.
1908 wurde mit dem ersten Bauabschnitt der Kraftwerkshalle begonnen, in den Jahren 1924 und 1938 folgten weitere Bauabschnitte bis zur Vollendung des Gebäudes in seiner jetzigen Gestalt. Die Tagesleistung der Brikettfabrik betrug 1938 360 t. Beim Einmarsch der Roten Armee im Jahr 1945 kam es nur stundenweise zum Stillstand. Die Tagesproduktion an Briketts wurde auf 584 t erhöht, wobei der Wassergehalt allerdings 20 % betrug. Am 18. November 1991 wurde das letzte Brikett gepresst und am 6. Februar 1992 erfolgte nach 110 Jahren ununterbrochener Produktion die Stilllegung der Brikettfabrik.
Im September 1992 wurde die Brikettfabrik Louise in die Denkmalliste des Landes Brandenburg aufgenommen. Der Verein Freundeskreis Technisches Denkmal Brikettfabrik „Louise“ e. V. wurde am 2. September 1994 gegründet. Die Vereinsmitglieder widmen sich dem Erhalt sowie der Herstellung der Funktionstüchtigkeit der Maschinen und technischen Anlagen. 500 Meter Luftlinie entfernt liegt die Siedlung Alwine, wo viele Mitarbeiter der Brikettfabrik wohnten.